# 服部名々子
服部 名々子（はっとり ななこ、1979年11月2日 - ）は、日本のシンガーソングライター、アーティスト、俳優である。愛称は、ななちゃん。三重県四日市市出身。本籍地は三重県桑名市、出生地は東京都千代田区であることを近年ライブのMCで公表した。
落語家の三代目桂やまとはいとこである。

## 来歴

### 2003年
- 自身作詞作曲『Butterfly』でのCDデビューをきっかけに上京。
- 同年、「Zepp Tokyo」にて行われたイベントに出演。

### 2009年
ミニアルバム『Shining tomorrow』をリリース。収録曲『キラリ』が「(株)東電ホームサービス」のイメージソングに起用される。

### 2010年
3月、東京キネマ倶楽部にて初ホールLIVE。

### 2011年
6月、1stマキシシングル『TABOO』を初全国リリース。

### 2012年
10月、ラジオ番組『服部名々子の名々転び八起き』がFM西東京でスタート。
11月2日、南青山MANDALAにてワンマンライブ。満員御礼にて終える。

### 2013年
3月27日、2ndマキシシングル『ユメツバキ』を全国リリース。

### 2014年
- テレビドラマ（2本）の出演が決まり、女優として活動を開始。
- フジパシフィックミュージックが企画した『カバーアレンジプロジェクト』のシンガーに抜擢。

### 2016年
フジパシフィックミュージックよりカバーアレンジアルバム『心歌』をリリース。

### 2017年
8月30日、『PRIDE～愛する君に捧ぐ歌～』がiTunes等で配信スタート。同曲が、男子テニス国別対抗団体戦 デ杯 日本チーム応援ソングとして起用される。

### 2018年
7月5日、デビュー15周年記念アルバム『ここからはじまるStory』をリリース。

### 2019年
安全推進ソング『幸せのアイコトバ』を制作、発表。

### 2020年
服部名々子が作曲を手掛けた、シンガーKAORI『遊月~The love story of the moon~』アイビーレコードよりメジャーリリース。編曲は、サザンオールスターズやドリームズカムトゥルーのコンサートで演奏サポート等に携わっている大谷幸 氏。

### 2022年
『月光』『Crash』『ユメツバキ』『愛のうた』 をカラオケJOYSOUND にて配信スタート。

### 2023年
テニス応援ソング 『 PRIDE ~愛する君に捧ぐ歌~ 』がテニス日本代表チーム応援団応援歌として起用。2023年11月に開催された女子国別対抗団体戦ビリージーンキングカップ(有明コロシアム)にて楽曲が流れた(今回はトライアルとしての起用とのこと)。

### 2023年11月2日
デビュー20周年記念アルバム「２０」を全国リリース、同アルバムに記念曲「ひとつ ひとつ...」を収録。

## 出演

### ラジオ
- 服部名々子の名々転び八起き（エフエム西東京）

### テレビドラマ
- 土曜ワイド劇場「監察官・羽生宗一2」（テレビ朝日系） - 福田（社長秘書）役
- 月曜ゴールデン「釣り刑事6」（TBS系） - 上林玖美 役